# WWE TLC: Tables, Ladders & Chairs
WWE TLC: Tables, Ladders & Chairs – cykl corocznych gal profesjonalnego wrestlingu produkowanych przez federację WWE i nadawanych na żywo w systemie pay-per-view oraz za pośrednictwem WWE Network. Cykl został wprowadzony w 2009 zastępując Armageddon w kalendarzu gal pay-per-view WWE. Koncept gal bazuje na głównych walkach podczas gali zawierających stoły, drabiny i/lub krzesła jako legalne bronie. Koncept cyklu został wybrany przez fanów na oficjalnej stronie WWE. Fani do wyboru mieli również motywy związane z walkami typu street fight, jak również turniejami eliminacyjnymi.
Gala z 2014 wyjątkowo została nazywana Tables, Ladders, Chairs... and Stairs (TLCS), ponieważ podczas niej odbył się pierwszy w historii Steel Stairs match pomiędzy Erickiem Rowanem i Big Showem.
Po przywróceniu podziału WWE na brandy w 2016, cykl oraz tegoroczna edycja stały się własnością brandu SmackDown. W przyszłym roku zadecydowano się na przeniesienie organizacji gal na październik i przypisano ją dla zawodników brandu Raw. W 2018 zniesiono podział gal pay-per-view dla konkretnych brandów.

## Lista gal
|  | Gala brandu Raw |  | Gala brandu SmackDown |

| Gala                                                              | Lokalizacja             | Arena                    | Walka wieczoru |
| ----------------------------------------------------------------- | ----------------------- | ------------------------ | --- |
| TLC: Tables, Ladders & Chairs (2009) 13 grudnia 2009              | San Antonio, Teksas     | AT&T Center              | Jeri-Show (Chris Jericho i Big Show) (c) vs. D-Generation X (Triple H i Shawn Michaels) Tables, Ladders and Chairs match o Unified WWE Tag Team Championship |
| TLC: Tables, Ladders & Chairs (2010) 19 grudnia 2010              | Houston, Teksas         | Toyota Center            | John Cena vs. Wade Barrett Chairs match |
| TLC: Tables, Ladders & Chairs (2011) 18 grudnia 2011              | Baltimore, Maryland     | 1st Mariner Arena        | CM Punk (c) vs. The Miz vs. Alberto Del Rio Tables, Ladders and Chairs match o WWE Championship                                                              |
| TLC: Tables, Ladders & Chairs (2012) 16 grudnia 2012              | Brooklyn, Nowy Jork     | Barclays Center          | Dolph Ziggler (c) vs. John Cena Ladder match o kontrakt Money in the Bank na tytuł World Heavyweight Championship należący do Zigglera                       |
| TLC: Tables, Ladders & Chairs (2013) 15 grudnia 2013              | Houston, Teksas         | Toyota Center            | Randy Orton (WWE) vs. John Cena (WHC) Tables, Ladders and Chairs match unifikujący tytuły WWE Championship i World Heavyweight Championship                  |
| TLC: Tables, Ladders, Chairs... and Stairs (2014) 14 grudnia 2014 | Cleveland, Ohio         | Quicken Loans Arena      | Dean Ambrose vs. Bray Wyatt Tables, Ladders and Chairs match                                                                                                 |
| TLC: Tables, Ladders & Chairs (2015) 13 grudnia 2015              | Boston, Massachusetts   | TD Garden                | Sheamus (c) vs. Roman Reigns Tables, Ladders and Chairs match o WWE World Heavyweight Championship                                                           |
| TLC: Tables, Ladders & Chairs (2016) 4 grudnia 2016               | Dallas, Teksas          | American Airlines Center | AJ Styles (c) vs. Dean Ambrose Tables, Ladders and Chairs match o WWE World Championship                                                                     |
| TLC: Tables, Ladders & Chairs (2017) 22 października 2017         | Minneapolis, Minnesota  | Target Center            | Kurt Angle, Seth Rollins i Dean Ambrose vs. The Miz, Cesaro, Sheamus, Braun Strowman i Kane 5-on-3 handicap Tables, Ladders and Chairs match                 |
| TLC: Tables, Ladders & Chairs (2018) 16 grudnia 2018              | San Jose, Kalifornia    | SAP Center               | Becky Lynch (c) vs. Asuka vs. Charlotte Flair Tables, Ladders and Chairs match o WWE SmackDown Women’s Championship                                          |
| TLC: Tables, Ladders & Chairs (2019) 15 grudnia 2019              | Minneapolis, Minnesota  | Target Center            | The Kabuki Warriors (Asuka i Kairi Sane) vs. Becky Lynch i Charlotte Flair Tables, Ladders and Chairs match o WWE Women’s Tag Team Championship              |
| TLC: Tables, Ladders & Chairs (2020) 20 grudnia 2020              | St. Petersburg, Floryda | Tropicana Field          | Randy Orton vs. The Fiend Firefly Inferno match |

## Wyniki gal

### 2009
TLC: Tables, Ladders & Chairs (2009) – gala wrestlingu wyprodukowana przez World Wrestling Entertainment (WWE). Odbyła się 13 grudnia 2009 w AT&T Center w San Antonio w Teksasie. Emisja była przeprowadzana na żywo w systemie pay-per-view. Była to pierwsza gala w chronologii cyklu TLC: Tables, Ladders & Chairs.
Podczas gali odbyło się osiem walk, w tym jedna nietransmitowana w telewizji. Walką wieczoru był tag-teamowy Tables, Ladders and Chairs match o Unified WWE Tag Team Championship, gdzie D-Generation X (Triple H i Shawn Michaels) odebrali mistrzostwa Jeri-Show (Chrisowi Jericho i Big Showowi). Oprócz tego Sheamus po raz pierwszy w karierze zdobył WWE Championship pokonując Johna Cenę w tables matchu.
| Nr                                                                                    | Wyniki                                                                                         | Stypulacje                                                           | Czas  |
| ------------------------------------------------------------------------------------- | ---------------------------------------------------------------------------------------------- | -------------------------------------------------------------------- | ----- |
| 1D                                                                                    | R-Truth pokonał CM Punka (z Lukiem Gallowsem)                                                  | Singles match                                                        | 8:12  |
| 2                                                                                     | Christian (c) pokonał Sheltona Benjamina                                                       | Ladder match o ECW Championship                                      | 18:05 |
| 3                                                                                     | Drew McIntyre pokonał Johna Morrisona (c)                                                      | Singles match for the WWE Intercontinental Championship              | 10:19 |
| 4                                                                                     | Michelle McCool (z Laylą) (c) pokonała Mickie James                                            | Singles match o WWE Women's Championship                             | 7:31  |
| 5                                                                                     | Sheamus pokonał Johna Cenę (c)                                                                 | Tables match o WWE Championship                                      | 16:19 |
| 6                                                                                     | The Undertaker (c) pokonał Batistę                                                             | Chairs match o World Heavyweight Championship                        | 13:14 |
| 7                                                                                     | Randy Orton pokonał Kofiego Kingstona                                                          | Singles match                                                        | 13:11 |
| 8                                                                                     | D-Generation X (Triple H i Shawn Michaels) pokonali Jeri-Show (Chrisa Jericho i Big Showa) (c) | Tables, Ladders and Chairs match o Unified WWE Tag Team Championship | 22:32 |
| (c) – mistrz/mistrzyni przed walkąD – walka była dark matchem (nietransmitowana w TV) |                                                                                                |                                                                      |       |

### 2010
TLC: Tables, Ladders & Chairs (2010) – gala wrestlingu wyprodukowana przez World Wrestling Entertainment (WWE). Odbyła się 19 grudnia 2010 w Toyota Center w Houston w Teksasie. Emisja była przeprowadzana na żywo w systemie pay-per-view. Była to druga gala w chronologii cyklu TLC: Tables, Ladders & Chairs.
Podczas gali odbyło się osiem walk, w tym jedna nietransmitowana w telewizji. Walką wieczoru był Chairs match, w którym John Cena pokonał Wade'a Barretta. Oprócz tego Edge obronił World Heavyweight Championship w Tables, Ladders and Chairs matchu pokonując Reya Mysterio, Alberto Del Rio i poprzedniego mistrza Kane'a, zaś The Miz obronił WWE Championship w Tables matchu pokonując Randy’ego Ortona.
| Nr                                                                                    | Wyniki | Stypulacje                                                        | Czas  |
| ------------------------------------------------------------------------------------- | --- | ----------------------------------------------------------------- | ----- |
| 1D                                                                                    | Daniel Bryan (c) pokonał Teda DiBiasego (z Maryse)                                                                 | Singles match o WWE United States Championship                    | 05:18 |
| 2                                                                                     | Dolph Ziggler (c) pokonał Kofiego Kingstona i Jacka Swaggera                                                       | Ladder match o WWE Intercontinental Championship                  | 08:56 |
| 3                                                                                     | Natalya i Beth Phoenix pokonały LayCool (Laylę i Michelle McCool)                                                  | Tables match                                                      | 09:20 |
| 4                                                                                     | Santino Marella i Vladimir Kozlov (c) pokonali The Nexus (Justina Gabriela i Heatha Slatera) przez dyskwalifikację | Tag team match o WWE Tag Team Championship                        | 06:28 |
| 5                                                                                     | John Morrison pokonał King Sheamusa                                                                                | Ladder match wyłaniający pretendenta do WWE Championship          | 19:08 |
| 6                                                                                     | The Miz (c) (z Alexem Rileyem) pokonał Randy’ego Ortona                                                            | Tables match o WWE Championship                                   | 13:40 |
| 7                                                                                     | Edge pokonał Kane'a (c), Reya Mysterio i Alberto Del Rio (z Ricardo Rodriguezem)                                   | Tables, Ladders and Chairs match o World Heavyweight Championship | 22:45 |
| 8                                                                                     | John Cena pokonał Wade'a Barretta                                                                                  | Chairs match                                                      | 19:10 |
| (c) – mistrz/mistrzyni przed walkąD – walka była dark matchem (nietransmitowana w TV) | |                                                                   |       |

### 2011
TLC: Tables, Ladders & Chairs (2011) – gala wrestlingu wyprodukowana przez federację WWE. Odbyła się 18 grudnia 2011 w 1st Mariner Arena w Baltimore w stanie Maryland. Emisja była przeprowadzana na żywo w systemie pay-per-view. Była to trzecia gala w chronologii cyklu TLC: Tables, Ladders & Chairs.
Podczas gali odbyło się jedenaście walk, w tym jedna nietransmitowana w telewizji. W walce wieczoru CM Punk obronił WWE Championship w Tables, Ladders and Chairs matchu, pokonując The Miza i Alberto Del Rio. Ponadto Big Show zdobył World Heavyweight Championship, pokonując Marka Henry’ego w Chairs matchu, lecz chwilę potem Daniel Bryan wykorzystał kontrakt Money in the Bank i pokonał Big Showa o mistrzostwo.
| Nr                                                                                    | Wyniki                                                                            | Stypulacje                                                                                        | Czas  |
| ------------------------------------------------------------------------------------- | --------------------------------------------------------------------------------- | ------------------------------------------------------------------------------------------------- | ----- |
| 1D                                                                                    | Drew McIntyre pokonał Alexa Rileya                                                | Singles match                                                                                     | 4:37  |
| 2                                                                                     | Zack Ryder pokonał Dolpha Zigglera (c) (z Vickie Guerrero)                        | Singles match o WWE United States Championship                                                    | 10:21 |
| 3                                                                                     | Air Boom (Evan Bourne i Kofi Kingston) (c) pokonali Primo i Epico (z Rosą Mendes) | Tag team match o WWE Tag Team Championship                                                        | 7:32  |
| 4                                                                                     | Randy Orton pokonał Wade'a Barretta                                               | Tables match                                                                                      | 10:16 |
| 5                                                                                     | Beth Phoenix (c) pokonała Kelly Kelly                                             | Singles match o WWE Divas Championship                                                            | 5:36  |
| 6                                                                                     | Triple H pokonał Kevina Nasha                                                     | Sledgehammer Ladder match                                                                         | 18:18 |
| 7                                                                                     | Sheamus pokonał Jacka Swaggera (z Vickie Guerrero)                                | Singles match                                                                                     | 5:05  |
| 8                                                                                     | Big Show pokonał Marka Henry’ego (c)                                              | Chairs match o World Heavyweight Championship                                                     | 5:30  |
| 9                                                                                     | Daniel Bryan pokonał Big Showa (c)                                                | Singles match o World Heavyweight Championship Bryan wykorzystał swój kontrakt Money in the Bank. | 0:07  |
| 10                                                                                    | Cody Rhodes (c) pokonał Bookera T                                                 | Singles match o WWE Intercontinental Championship                                                 | 9:16  |
| 11                                                                                    | CM Punk (c) pokonał The Miza i Alberto Del Rio (z Ricardo Rodriguezem)            | Tables, Ladders and Chairs match o WWE Championship                                               | 18:22 |
| (c) – mistrz/mistrzyni przed walkąD – walka była dark matchem (nietransmitowana w TV) |                                                                                   |                                                                                                   |       |

### 2012
TLC: Tables, Ladders & Chairs (2012) – gala wrestlingu wyprodukowana przez federację WWE. Odbyła się 16 grudnia 2012 w Barclays Center w Brooklynie w Nowym Jorku. Emisja była przeprowadzana na żywo w systemie pay-per-view. Była to czwarta gala w chronologii cyklu TLC: Tables, Ladders & Chairs.
Podczas gali odbyło się dziesięć walk, w tym jedna nietransmitowana w telewizji oraz jedna podczas pre-show. W walce wieczoru Dolph Ziggler pokonał Johna Cenę w Ladder matchu i obronił prawa do swojego kontraktu Money in the Bank na tytuł World Heavyweight Championship. Oprócz tego grupa The Shield (Dean Ambrose, Seth Rollins i Roman Reigns) zadebiutowała w ringu głównego rosteru pokonując Team Hell No (Daniela Bryana i Kane'a) oraz Rybacka w sześcioosobowym Tables, Ladders and Chairs matchu.
| Nr | Wyniki | Stypulacje                                                                               | Czas  |
| --- | --- | ---------------------------------------------------------------------------------------- | ----- |
| 1D | JTG pokonał Davida Otungę | Singles match                                                                            | 3:21  |
| 2P | Naomi wygrała eliminując jako ostatnią Kaitlyn                                                                                           | "Santa's Little Helpers" Battle Royal wyłaniający pretendentkę do WWE Divas Championship | 05:25 |
| 3 | Team Rhodes Scholars (Cody Rhodes i Damien Sandow) pokonali Reya Mysterio i Sin Carę                                                     | Tables match wyłaniający pretendentów do WWE Tag Team Championship                       | 09:29 |
| 4 | Antonio Cesaro (c) pokonał R-Trutha | Singles match o WWE United States Championship                                           | 06:40 |
| 5 | Kofi Kingston (c) pokonał Wade'a Barretta                                                                                                | Singles match o WWE Intercontinental Championship                                        | 08:13 |
| 6 | The Shield (Dean Ambrose, Seth Rollins i Roman Reigns) pokonali Team Hell No (Daniela Bryana i Kane'a) i Rybacka                         | 6-osobowy Tables, Ladders and Chairs match                                               | 22:44 |
| 7 | Eve Torres (c) pokonała Naomi | Singles match o WWE Divas Championship                                                   | 02:58 |
| 8 | Big Show (c) pokonał Sheamusa | Chairs match o World Heavyweight Championship                                            | 14:17 |
| 9 | The Miz, Alberto Del Rio i The Brooklyn Brawler (z Ricardo Rodriguezem) pokonali 3MB (Drewa McIntyre'a, Heatha Slatera i Jindera Mahala) | Six-man tag team match                                                                   | 03:23 |
| 10 | Dolph Ziggler pokonał Johna Cenę | Ladder match o kontrakt Money in the Bank na tytuł World Heavyweight Championship        | 23:16 |
| (c) – mistrz/mistrzyni przed walkąD – walka była dark matchem (nietransmitowana w TV)P – walka miała miejsce w pre-show | |                                                                                          |       |

Battle Royal
| 1             | Rosa Mendes  | Natalyę         | 00:27 |       |       |
| 2             | Cameron      | Snukę           | 01:22 |       |       |
| 3             | Alicia Fox   | Aksanę          | 01:30 |       |       |
| 4             | Aksana       | Laylę           | 02:02 |       |       |
| 5             | Layla        | Snukę           | 03:32 |       |       |
| 6             | Natalya      | Kaitlyn i Naomi | 03:46 |       |       |
| 7             | Tamina Snuka | Naomi           | 04:40 |       |       |
| 8             | Kaitlyn      | Naomi           | 05:47 |       |       |
| Zwyciężczyni: | Naomi        | Naomi           | Naomi | Naomi | Naomi |

### 2013
TLC: Tables, Ladders & Chairs (2013) – gala wrestlingu wyprodukowana przez federację WWE. Odbyła się 15 grudnia 2013 w Toyota Center w Houston w Teksasie. Emisja była przeprowadzana na żywo w systemie pay-per-view. Była to piąta gala w chronologii cyklu TLC: Tables, Ladders & Chairs.
Podczas gali odbyło się dziewięć walk, w tym jedna podczas pre-show. Walką wieczoru był Tables, Ladders and Chairs match unifikujący WWE Championship i World Heavyweight Championship w WWE World Heavyweight Championship, w którym posiadacz WWE Championship Randy Orton pokonał posiadacza World Heavyweight Championship Johna Cenę.
| Nr                                                                   | Wyniki | Stypulacje | Czas  |
| -------------------------------------------------------------------- | --- | --- | ----- |
| 1P                                                                   | Fandango (z Summer Rae) pokonał Dolpha Zigglera | Singles match | 4:21  |
| 2                                                                    | CM Punk pokonał The Shield (Deana Ambrose'a, Setha Rollinsa i Romana Reignsa)                                                                                             | 3-on-1 handicap match | 13:42 |
| 3                                                                    | AJ Lee (c) (z Taminą Snuką) pokonała Natalyę | Singles match o WWE Divas Championship                                                                                              | 6:35  |
| 4                                                                    | Big E Langston (c) pokonał Damiena Sandowa | Singles match o WWE Intercontinental Championship                                                                                   | 6:28  |
| 5                                                                    | Cody Rhodes i Goldust (c) pokonali RybAxel (Rybacka i Curtisa Axela), Big Showa i Reya Mysterio i The Real Americans (Antonio Cesaro i Jacka Swaggera) (z Zebem Colterem) | Fatal 4-Way elimination tag team match o WWE Tag Team Championship                                                                  | 21:05 |
| 6                                                                    | R-Truth (z Xavierem Woodsem) pokonał Brodusa Claya (z Tensaiem, Naomi i Cameron)                                                                                          | Singles match | 6:02  |
| 7                                                                    | Kofi Kingston pokonał The Miza | No Disqualification match | 8:02  |
| 8                                                                    | The Wyatt Family (Bray Wyatt, Luke Harper i Erick Rowan) pokonali Daniela Bryana                                                                                          | 3-on-1 handicap match | 12:24 |
| 9                                                                    | Randy Orton (WWE Champion) pokonał Johna Cenę (World Heavyweight Champion)                                                                                                | Tables, Ladders and Chairs match unifikujący WWE Championship i World Heavyweight Championship w WWE World Heavyweight Championship | 24:36 |
| (c) – mistrz/mistrzyni przed walkąP – walka miała miejsce w pre-show | | |       |

### 2014
TLC: Tables, Ladders, Chairs... and Stairs (2014) – gala wrestlingu wyprodukowana przez federację WWE. Odbyła się 14 grudnia 2014 w Quicken Loans Arena w Cleveland w stanie Ohio. Emisja była przeprowadzana na żywo za pośrednictwem WWE Network oraz w systemie pay-per-view. Była to szósta gala w chronologii cyklu TLC: Tables, Ladders & Chairs.
Podczas gali odbyło się dziewięć walk, w tym jedna podczas pre-show. Walką wieczoru był Tables, Ladders and Chairs match, w którym Bray Wyatt pokonał Deana Ambrose'a. Ponadto Dolph Ziggler pokonał Luke’a Harpera w Ladder matchu i zdobył WWE Intercontinental Championship, a także John Cena pokonał Setha Rollinsa w Tables matchu i utrzymał status pretendenta do WWE World Heavyweight Championship.
| Nr                                                                   | Wyniki                                                                                   | Stypulacje                                                                                              | Czas  |
| -------------------------------------------------------------------- | ---------------------------------------------------------------------------------------- | --- | ----- |
| 1P                                                                   | The New Day (Big E i Kofi Kingston) (z Xavierem Woodsem) pokonali Goldusta i Stardusta   | Tag team match                                                                                          | 11:40 |
| 2                                                                    | Dolph Ziggler pokonał Luke’a Harpera (c)                                                 | Ladder match o WWE Intercontinental Championship                                                        | 16:40 |
| 3                                                                    | The Usos (Jimmy i Jey Uso) pokonali The Miza i Damiena Mizdowa (c) przez dyskwalifikację | Tag team match o WWE Tag Team Championship                                                              | 7:17  |
| 4                                                                    | Big Show pokonał Ericka Rowana                                                           | Steel Stairs match                                                                                      | 11:14 |
| 5                                                                    | John Cena pokonał Setha Rollinsa (z Jamiem Noblem i Joeyem Mercurym)                     | Tables match; jeśli Cena przegra, utraci miano pretendenta do tytułu WWE World Heavyweight Championship | 21:25 |
| 6                                                                    | Nikki Bella (c) (z Brie Bellą) pokonała AJ Lee                                           | Singles match o WWE Divas Championship                                                                  | 7:38  |
| 7                                                                    | Ryback pokonał Kane'a                                                                    | Chairs match                                                                                            | 9:50  |
| 8                                                                    | Rusev (c) (z Laną) pokonał Jacka Swaggera poprzez submission                             | Singles match o WWE United States Championship                                                          | 4:50  |
| 9                                                                    | Bray Wyatt pokonał Deana Ambrose'a                                                       | Tables, Ladders and Chairs match                                                                        | 26:58 |
| (c) – mistrz/mistrzyni przed walkąP – walka miała miejsce w pre-show |                                                                                          | |       |